# Durangonella
Durangonella là một chi ốc nước ngọt cỡ nhỏ có mang và nắp, là động vật thân mềm chân bụng sống dưới nước thuộc họ Hydrobiidae.

## Các loài
Các loài thuộc chi Durangonella bao gồm:
- Durangonella coahuilae